# Suffredinghi
I Suffredinghi (citati anche come Soffredinghi) furono una delle casate nobiliari della Valle del Serchio, nell'attuale provincia di Lucca durante il Medioevo. Di origine longobarda, furono signori della Rocca di Mozzano e di Anchiano, nell'attuale comune di Borgo a Mozzano, distinguendosi per la tenace resistenza che opposero all’espansionismo del Comune di Lucca. La casata, ramo cadetto dei Cunimondinghi, è attestata già dal IX secolo. Fondata da Sigifredo di Cunimondo, si affermò tra il X e l'XI secolo, mentre la denominazione risale al XII secolo.

## Storia

### Origine
La denominazione di Suffredinghi risale al XII secolo e deriva dal nome del probabile capostipite. Infatti, “Suffredinghi”, significa “discendenti da Suffredus”, contrazione di “Sigifredus”, forma latinizzata di “Siegfrid”. Tale personaggio è stato individuato nella persona di Sigifredo di Cunimundo, attestato in documenti risalenti alla prima metà del X secolo, da cui deriva un esteso parentado. Non è escluso, però, che la denominazione dipenda dalla frequenza con cui il nome Sigifredo ricorre tra i componenti della famiglia.
Le famiglie della media aristocrazia lucchese hanno mantenuto stretti rapporti tra loro già a partire dalla fine del X secolo con matrimoni combinati. Alcuni membri della casa dei Suffredinghi si legarono in matrimonio ai Nobili di Corvaia e con i Rolandinghi. La linea di Anchiano, in particolare, all’inizio del secolo XIII si imparentò addirittura con i Gherardeschi conti di Pisa.
Durante le guerre tra Lucca e Pisa del XII secolo li troviamo già organizzati in consorteria con a capo Raimundo del fu Guglielmo, signore della Rocca di Mozzano, e già divisi in due rami, il principale insediato alla Rocca di Mozzano, l'altro ad Anchiano, di derivazione femminile. Già allora possedevano un vasto territorio che comprendeva molte comunità della valle del Serchio come Cune, Chifenti, Anchiano, Motrone, Oneta, Fornoli, Corsagna e Puticiano, Rocca di Mozzano, fino a Gorfigliano e Careggine in Garfagnana.

### Il ruolo nella guerra tra Lucca e Pisa (1149-1209)
Non è certo se presero parte alla fase iniziale della guerra tra Lucca e Pisa, che si protrasse per tutto il XII secolo, ma è possibile che fossero tra i signori della Garfagnana (detti cattani) che il 7 luglio 1149 assediarono con i lucchesi il castello dei pisani a Vorno. L’assedio durò otto mesi e i lucchesi, dopo essersene impadroniti, lo rasero al suolo. La guerra continuò a fasi alterne fino al 1158, anno in cui venne sancita una tregua per dieci anni, convertita, poi, in una pace ventennale. La pace, però, durò solo pochi anni e, nel 1168, ripresero le ostilità fra le due città, con Lucca alleata dei genovesi. I lucchesi si scontrarono con i pisani al castello di Asciano, nella valle del Serchio, di cui si impadronirono, facendo molti prigionieri. Le ostilità si spostarono in Versilia, poi in Garfagnana, nella fortezza di Castiglione posseduta dai Gherardinghi, che avevano accolto un presidio pisano. In questa fase i Suffredinghi furono alleati di Pisa e accolsero molti rifugiati garfagnini, schierati con i pisani, nel castello di Fornoli. Loro stessi abbandonarono la Rocca di Mozzano, chiudendosi nel castello, ritenendolo più difendibile, ma furono cacciati dal lucchese Turchio Malacera nel 1169.
Si allearono nuovamente con i lucchesi per il timore di perdere le loro terre, dopo che essi avevano riconquistato i territori di Borgo a Mozzano nel 1170 e si erano spostati verso il territorio di Barga. I lucchesi, con la complicità di Raimundo della Rocca di Guglielmo, console della casa suffredinga, riuscirono ad attirare dalla loro parte, dietro versamenti di denaro, gli alleati di Pisa, i versiliesi e i garfagnini, sconfiggendo così i pisani. L’esito del conflitto convinse poi anche gli altri comuni della Garfagnana a giurare fedeltà ai lucchesi. Nel 1173 strinsero un patto militare con Lucca, rinnovato nel 1181, anno della pace fra Lucca e Pisa. Nel 1185 l’imperatore Federico I Barbarossa obbligò il comune di Lucca a riedificare i castelli distrutti durante la guerra con Pisa, fra cui anche quelli di Anchiano e Cune, mentre quello di Fornoli era stato probabilmente ricostruito dagli stessi Suffredinghi. Questo fu distrutto nuovamente dai lucchesi pochi anni dopo, perché ritenuto di importanza strategica per il controllo della via d’accesso alla Garfagnana che volevano mantenere libera. Nonostante ciò la casata, nel 1209 rinnovò la fedeltà a Lucca. Nello stesso anno i consoli della città furono costretti dall'imperatore Ottone IV a cedere ai versiliesi e ai garfagnini i loro feudi e i relativi poteri feudali. 
In questo modo i garfagnini tornarono liberi, soggetti solo all'autorità imperiale, e i Suffredinghi, forti dell’indipendenza da Lucca, parteciparono come mercenari alla guerra che i signori di Castello Aghinolfi, il marchese Sardo da Massa e Orlando di Truffa, combatterono contro lo zio di quest'ultimo, Bonifacio il Rosso, appoggiato da Lucca. Sardo da Massa fu sconfitto.

### Riconquista della Garfagnana (1220-1248)
Nonostante la fedeltà di molti feudatari del contado del 1209, Lucca tentò di riconquistare la Garfagnana. L'occasione arrivò nel 1220, quando Lucca, alleata di Firenze, intraprese nuovamente una guerra contro Pisa. I Suffredinghi, nonostante il giuramento di fedeltà, si schierarono nuovamente a fianco dei pisani e per questo Anchiano fu assediata dai lucchesi nel 1225. Nel frattempo, nel 1226, molte terre della Garfagnana si ribellarono a Lucca, che assediò e incendiò la rocca di Castiglione, per poi espugnare la Rocca di Mozzano nel 1227. I Suffredinghi persero la loro ultima difesa.
Nel 1227 papa Gregorio IX cercò di imporre una pace tra Lucca e Pisa, fallendo, quindi rivendicò il dominio sulla Garfagnana, in quanto donazione di Matilde di Canossa, marchesa di Toscana, del 1102. Il dominio papale durò 13 anni, e nel 1239 i lucchesi, approfittando della discesa a Pisa dell’imperatore Federico II, cercarono di riconquistare la Garfagnana. Invitarono l’imperatore a Lucca, nonostante egli fosse ricorso alla scomunica papale nei loro confronti nel 1229 e lo accolsero festosamente. Aiutarono, inoltre, il marchese Oberto Pallavicino, vicario dell’imperatore in Lunigiana, Versilia e Garfagnana, nella riconquista di quest’ultima nel 1240. Il loro obiettivo era ottenere il dominio sulla Garfagnana, ma l’imperatore assegnò la provincia al suo figlio illegittimo, Enrico re di Sardegna nel 1244. I Suffredinghi e tutti i nobili della Garfagnana ottennero nuovamente i privilegi feudatari, concessi da Federico II, nel 1245 e nel 1248, ma, fiaccati dalle continue lotte con Lucca, dopo pochi anni, in cambio della cittadinanza lucchese, vi rinunciarono.

### Declino
I membri della casa suffredinga continuarono a comparire in molti documenti del XIII secolo. Alcuni iniziarono ad essere chiamati da Corsagna dove avevano fortificato la parte più alta del paese. Le notizie sui componenti del ramo della Rocca sono più scarse e frammentate. È possibile che fossero stati fatti prigionieri dei lucchesi durante l'assedio della Rocca nel 1227, mentre la parte di Anchiano si era rifugiata presso i pisani. 
Poco tempo dopo aver trasferito a privati i possessi e i diritti feudali che avevano nel territorio di Borgo a Mozzano, i nobili della Rocca, rappresentati da Aliotto e dal fratello Gualarduccio, cedettero al Comune di Lucca le terre ed i poteri giurisdizionali che rimanevano loro in Garfagnana. Tra i cittadini lucchesi che giurarono fedeltà all'imperatore Giovanni di Boemia e al figlio Carlo nel 1331 vi era anche Arriguccio di Guido Biancaccio dei nobili di Anchiano. Questi appartenevano al ceto magnatizio, detentore del potere economico e politico nella città di Lucca, nonostante non avessero mai ricoperto cariche pubbliche. All’inizio ne furono esclusi per il loro atteggiamento ostile verso il Comune e la sua politica egemonica in Garfagnana. In seguito, privati dei loro feudi, ottenendo la cittadinanza lucchese andarono ad abitare in città, ma le loro simpatie filoimperiali li misero in contrasto con i guelfi al governo del Comune. Alla fine del XIII secolo, in seguito agli scontri tra Guelfi bianchi e neri a Lucca, con la vittoria dei neri, vi furono dei fuoriusciti, tra cui i Suffredinghi, legati ai bianchi. Nello Statuto del Comune di Lucca del 1308 si stabilì che Anchiano avrebbe fatto parte della Vicaria di Coreglia, dominata dai Castracani. 
Entro la fine del XIV secolo tutte le famiglie feudali della lucchesia avevano lasciato i propri antichi territori nella valle del Serchio e in Versilia per giurare fedeltà alla Repubblica di Lucca e i loro antichi detentori si erano trasferiti in città cercando di curare i propri interessi economici.
I nobili di Anchiano e della Rocca, goderono della cittadinanza ma senza poter accedere alle cariche pubbliche. Tuttavia un rappresentante della famiglia, Raineri della Rocca, fece parte del Capitolo della cattedrale di S. Martino. Anche il successivo atto di Carlo IV di Boemia, confermò l’autonomia dei Suffredinghi, che però rimase solo formale. Il ramo della Rocca si estinse poco dopo, mentre quello di Anchiano si estinse probabilmente nel 1560.

## Genealogia
|              |                     |                                         |                                         |                                         |                                         |                                                          |                                                          |                                                    |                                                             |                                                             |                                               |                                     |                                     |
|              |                     |                                         |                                         |                                         |                                         |                                                          |                                                          | CUNIMONDO 759-785 capostipite dei Cunimondinghi    |                                                             |                                                             |                                               |                                     |                                     |
|              |                     |                                         |                                         |                                         |                                         |                                                          |                                                          |                                                    |                                                             |                                                             |                                               |                                     |                                     |
|              |                     |                                         |                                         |                                         |                                         |                                                          |                                                          |                                                    |                                                             |                                                             |                                               |                                     |                                     |
|              |                     |                                         |                                         |                                         |                                         |                                                          |                                                          | CUNIMONDO II †828                                  |                                                             |                                                             |                                               |                                     |                                     |
|              |                     |                                         |                                         |                                         |                                         |                                                          |                                                          |                                                    |                                                             |                                                             |                                               |                                     |                                     |
|              |                     |                                         |                                         |                                         |                                         |                                                          |                                                          |                                                    |                                                             |                                                             |                                               |                                     |                                     |
|              |                     |                                         |                                         |                                         |                                         |                                                          |                                                          | PERITEO 815-†858                                   |                                                             |                                                             |                                               |                                     |                                     |
|              |                     |                                         |                                         |                                         |                                         |                                                          |                                                          |                                                    |                                                             |                                                             |                                               |                                     |                                     |
|              |                     |                                         |                                         |                                         |                                         |                                                          |                                                          |                                                    |                                                             |                                                             |                                               |                                     |                                     |
|              |                     |                                         |                                         |                                         |                                         |                                                          | CUNIMONDO III 835-†883                                   | CUNIMONDO III 835-†883                             | TEUDILASCIO Vescovo di Luni 837-†873                        | TEUDILASCIO Vescovo di Luni 837-†873                        |                                               |                                     |                                     |
|              |                     |                                         |                                         |                                         |                                         |                                                          |                                                          |                                                    |                                                             |                                                             |                                               |                                     |                                     |
|              |                     |                                         |                                         |                                         |                                         |                                                          |                                                          |                                                    |                                                             |                                                             |                                               |                                     |                                     |
|              |                     |                                         |                                         |                                         |                                         | CUNIMONDO IV 874-†919                                    | CUNIMONDO IV 874-†919                                    | TEUDILASCIO II 896                                 | TEUDILASCIO II 896                                          |                                                             |                                               |                                     |                                     |
|              |                     |                                         |                                         |                                         |                                         |                                                          |                                                          |                                                    |                                                             |                                                             |                                               |                                     |                                     |
|              |                     |                                         |                                         |                                         |                                         |                                                          |                                                          |                                                    |                                                             |                                                             |                                               |                                     |                                     |
|              | GHERARDO 939-†975   | GHERARDO 939-†975                       | RODILANDO 939-†972                      | RODILANDO 939-†972                      |                                         |                                                          | SIGIFREDO 940-†967                                       | SIGIFREDO 940-†967                                 |                                                             |                                                             |                                               | INGEFREDO 936-†984                  | INGEFREDO 936-†984                  |
|              |                     |                                         |                                         |                                         |                                         |                                                          |                                                          |                                                    |                                                             |                                                             |                                               |                                     |                                     |
|              |                     |                                         |                                         |                                         |                                         |                                                          |                                                          |                                                    |                                                             |                                                             |                                               |                                     |                                     |
|              | Signori di Uzzano · | Signori di Uzzano ·                     | Signori di Villa e di Castelvecchio ·   | Signori di Villa e di Castelvecchio ·   | INGHEFREDO II †967                      | INGHEFREDO II †967                                       | CUNIMONDO V 997-†1027 Capostipite dei Suffredinghi       | CUNIMONDO V 997-†1027 Capostipite dei Suffredinghi |                                                             | ENRICO 983-†1038                                            | ENRICO 983-†1038                              | GHERARDO Vescovo di Lucca 984-†1005 | GHERARDO Vescovo di Lucca 984-†1005 |
|              |                     |                                         |                                         |                                         |                                         |                                                          |                                                          |                                                    |                                                             |                                                             |                                               |                                     |                                     |
|              |                     |                                         |                                         |                                         |                                         |                                                          |                                                          |                                                    |                                                             |                                                             |                                               |                                     |                                     |
|              |                     |                                         |                                         |                                         |                                         | SIGIFREDO II 1027-†1033 ⬤ Signori della Rocca di Mozzano | SIGIFREDO II 1027-†1033 ⬤ Signori della Rocca di Mozzano | CUNIMONDO VI 1027-1034                             | CUNIMONDO VI 1027-1034                                      | Signori di Bozzano e del Castello Aghinolfi ·               | Signori di Bozzano e del Castello Aghinolfi · |                                     |                                     |
|              |                     |                                         |                                         |                                         |                                         |                                                          |                                                          |                                                    |                                                             |                                                             |                                               |                                     |                                     |
|              |                     |                                         |                                         |                                         |                                         |                                                          |                                                          |                                                    |                                                             |                                                             |                                               |                                     |                                     |
|              |                     |                                         | ILDEBRANDO 1038-†1077                   | ILDEBRANDO 1038-†1077                   | ENRICO II 1055-†1105                    | ENRICO II 1055-†1105                                     | SIGIFREDO 1062-†1126                                     | SIGIFREDO 1062-†1126                               | TEUPERGA ♀ · 1033-1072 · ⚭ GUIDO II · dei Nobili di Corvaia | TEUPERGA ♀ · 1033-1072 · ⚭ GUIDO II · dei Nobili di Corvaia |                                               |                                     |                                     |
|              |                     |                                         |                                         |                                         |                                         |                                                          |                                                          |                                                    |                                                             |                                                             |                                               |                                     |                                     |
|              |                     |                                         |                                         |                                         |                                         |                                                          |                                                          |                                                    |                                                             |                                                             |                                               |                                     |                                     |
|              | RODOLFO 1105-†120   | RODOLFO 1105-†120                       |                                         | OPIZZO 1105-†1120                       | OPIZZO 1105-†1120                       | GUIDO 1105-†1120                                         | GUIDO 1105-†1120                                         | ILDEBRANDO II 1122-1126                            | ILDEBRANDO II 1122-1126                                     | PALLIA♀ 1122                                                | PALLIA♀ 1122                                  |                                     |                                     |
|              |                     |                                         |                                         |                                         |                                         |                                                          |                                                          |                                                    |                                                             |                                                             |                                               |                                     |                                     |
|              |                     |                                         |                                         |                                         |                                         |                                                          |                                                          |                                                    |                                                             |                                                             |                                               |                                     |                                     |
| ROLANDO 1122 | ROLANDO 1122        | ARRIGONE 1122-1177                      | ARRIGONE 1122-1177                      | GUGLIELMO 1122                          | GUGLIELMO 1122                          |                                                          |                                                          |                                                    |                                                             | ENRICO 1122 ⬤ Signori di Anchiano                           | ENRICO 1122 ⬤ Signori di Anchiano             |                                     |                                     |
|              |                     |                                         |                                         |                                         |                                         |                                                          |                                                          |                                                    |                                                             |                                                             |                                               |                                     |                                     |
|              |                     |                                         |                                         |                                         |                                         |                                                          |                                                          |                                                    |                                                             |                                                             |                                               |                                     |                                     |
|              |                     | ROCCHIGIANO 1177-1187                   | ROCCHIGIANO 1177-1187                   | RAIMONDO 1171-1187                      | RAIMONDO 1171-1187                      |                                                          |                                                          |                                                    |                                                             | SOFFREDUCCIO 1180-1182                                      | SOFFREDUCCIO 1180-1182                        |                                     |                                     |
|              |                     |                                         |                                         |                                         |                                         |                                                          |                                                          |                                                    |                                                             |                                                             |                                               |                                     |                                     |
|              |                     |                                         |                                         |                                         |                                         |                                                          |                                                          |                                                    |                                                             |                                                             |                                               |                                     |                                     |
|              |                     | ARRIGO 1225                             | ARRIGO 1225                             | LOTTERIO †1225                          | LOTTERIO †1225                          |                                                          |                                                          |                                                    |                                                             | UGOLINO 1181                                                | UGOLINO 1181                                  |                                     |                                     |
|              |                     |                                         |                                         |                                         |                                         |                                                          |                                                          |                                                    |                                                             |                                                             |                                               |                                     |                                     |
|              |                     |                                         |                                         |                                         |                                         |                                                          |                                                          |                                                    |                                                             |                                                             |                                               |                                     |                                     |
|              |                     | Assedio della Rocca di Mozzano 1227 · ⬤ | Assedio della Rocca di Mozzano 1227 · ⬤ | Assedio della Rocca di Mozzano 1227 · ⬤ | Assedio della Rocca di Mozzano 1227 · ⬤ |                                                          |                                                          |                                                    |                                                             | Assedio di Anchiano 1225 ⬤                                  | Assedio di Anchiano 1225 ⬤                    |                                     |                                     |
|              |                     |                                         |                                         |                                         |                                         |                                                          |                                                          |                                                    |                                                             |                                                             |                                               |                                     |                                     |
|              |                     |                                         |                                         |                                         |                                         |                                                          |                                                          |                                                    |                                                             |                                                             |                                               |                                     |                                     |
|              |                     | VALERIANO 1256-1274                     | VALERIANO 1256-1274                     |                                         |                                         |                                                          |                                                          |                                                    |                                                             | ILDEBRANDINO · 1227                                         | ILDEBRANDINO · 1227                           |                                     |                                     |
|              |                     |                                         |                                         |                                         |                                         |                                                          |                                                          |                                                    |                                                             |                                                             |                                               |                                     |                                     |
|              |                     |                                         |                                         |                                         |                                         |                                                          |                                                          |                                                    |                                                             |                                                             |                                               |                                     |                                     |
|              |                     | ALIOTTO 1274-1294                       |                                         |                                         |                                         |                                                          |                                                          |                                                    |                                                             |                                                             |                                               |                                     |                                     |
|              |                     |                                         |                                         |                                         |                                         |                                                          |                                                          |                                                    |                                                             |                                                             |                                               |                                     |                                     |
|              |                     |                                         |                                         |                                         |                                         |                                                          |                                                          |                                                    |                                                             |                                                             |                                               |                                     |                                     |
|              |                     | ARRIGO II 1293-1331                     |                                         |                                         |                                         |                                                          |                                                          |                                                    |                                                             |                                                             |                                               |                                     |                                     |
|              |                     |                                         |                                         |                                         |                                         |                                                          |                                                          |                                                    |                                                             |                                                             |                                               |                                     |                                     |
|              |                     |                                         |                                         |                                         |                                         |                                                          |                                                          |                                                    |                                                             |                                                             |                                               |                                     |                                     |
|              |                     | PUCCINELLO · 1350                       |                                         |                                         |                                         |                                                          |                                                          |                                                    |                                                             |                                                             |                                               |                                     |                                     |

Le date specificate da † corrispondono all'attestazione del personaggio come defunto; le date non specificate si riferiscono alla prima e/o ultima attestazione nelle fonti di archivio. Il simbolo ⚭ indica un matrimonio che lega altre famiglie nobiliari.

 ⬤ = Inizio del possedimento

 ⬤ =  Fine del possedimento
Fonti della genealogia:
- Paolo Tomei, Milites elegantes. Le strutture aristocratiche nel territorio lucchese (800-1100 c.), Firenze, 2019.
- Andrea Castagnetti, I Cunimundinghi di Lucca (secoli VIII-IX), Verona, 2018.
- Claudio Giambastiani, I Suffredinghi nobili di Anchiano e della Rocca. Genealogia e vicende storiche dal IX al XIII secolo, in Atti dell'ottavo convegno di studi: Borgo a Mozzano, 29 Settembre 1991, Lucca, Istituto Storico Lucchese, 1991.